# 丘坤元
丘坤元（1932年—），男，广东梅县人，中国高分子化学家、化学教育家，曾任北京大学化学系教授、博士生导师。